# Arroyo del Ojanco
Arroyo del Ojanco es un municipio y localidad española de la provincia de Jaén, en la comunidad autónoma de Andalucía. El término municipal, ubicado en la parte occidental de la comarca de Sierra de Segura, tiene una población de 2143 habitantes (INE 2024). Por su término discurren los ríos Guadalimar, Guadalmena y de Beas.
Está situado a la entrada del parque natural de la Sierra de Cazorla, Segura y Las Villas. El casco urbano es atravesado por la carretera N-322 (Bailén-Requena), la cual es un importante recurso de la economía local.

## Geografía
Integrado en la comarca de Sierra de Segura, se sitúa a 120 km de la capital provincial. El término municipal está atravesado por la carretera nacional N-322, entre los pK 208 y 219, además de por carreteras locales que permiten la comunicación con Beas de Segura y un exclave de Segura de la Sierra.
El relieve del municipio es predominantemente llano, al encontrarse en la vega del río Guadalimar, que recibe las aguas del arroyo de Ojanco. La zona oriental es más montañosa, perteneciente ya a la sierra de Cazorla. El río Guadalimar hace de límite con el exclave de Segura de la Sierra y con Chiclana de Segura. La altitud oscila entre los 1081 m al sureste, ya en la sierra de Cazorla, y los 480 m a orillas del río Guadalimar. El pueblo se alza a 531 m sobre el nivel del mar. El municipio limita con los de Beas de Segura, Puente de Génave, Segura de la Sierra y Chiclana de Segura.
| Noroeste: Segura de la Sierra (exclave) | Norte: Segura de la Sierra (exclave) | Nordeste: Puente de Génave |
| Oeste: Chiclana de Segura               |                                      | Este: Puente de Génave     |
| Suroeste: Beas de Segura                | Sur: Beas de Segura                  | Sureste: Beas de Segura    |

## Historia
Arroyo del Ojanco consiguió la segregación de Beas de Segura y su constitución como municipio independiente el 24 de enero de 2001, después de un largo proceso judicial.
Este proceso se inició con un expediente tramitado por el Consejo de Ministros el 4 de junio de 1953, que denegó la segregación por decreto. El 3 de noviembre de 1958 se realizó otra petición al Ministro de la Gobernación, que también fue denegada por decreto el 10 de septiembre de 1959, con un posterior recurso ante el Tribunal Supremo resuelto el 25 de noviembre de 1961. En septiembre de 1983 se formó la Comisión Pro-Segregación, que presentó en junio de 1984 un expediente en el Ayuntamiento de Beas de Segura, remitido a la Junta de Andalucía. El gobierno autonómico guardó silencio administrativo hasta que en 1991 se presentó un contencioso ante el Tribunal Superior de Justicia en Granada, que el 5 de abril de 1993 resolvió a favor de la segregación. Sin embargo, quedó en suspenso al ser recurrida hasta la sentencia del Tribunal Supremo del 18 de enero de 2001.

## Demografía
| Gráfica de evolución demográfica de Arroyo del Ojanco entre 2001 y 2021 |
| |
| Población de derecho según los censos de población del INE. Población de hecho según los censos de población del INE.En 2001 aparece este municipio porque se segrega del municipio Beas de Segura. |

## Economía

### Evolución de la deuda viva municipal
| Gráfica de evolución de deuda viva del Ayuntamiento de Arroyo del Ojanco entre 2008 y 2019                                |
| |
| Deuda viva del Ayuntamiento de Arroyo del Ojanco en miles de euros según datos del Ministerio de Hacienda y Ad. Públicas. |

## Servicios públicos

### Educación
Los centros educativos que hay en el municipio son el CEIP Francisco Vílchez y el IES Fuentebuena.

## Cultura

### Patrimonio
Posee en su término municipal la Oliva de Fuentebuena, árbol declarado Monumento Natural y que está inscrito en el Libro Guinness de los Récords.
Otros sitios a destacar son la Iglesia de la Inmaculada Concepción, el Parque San Francisco, el Centro de la Interpretación de la Cultura Romana y el puente sobre el Arroyo del Ojanco.

### Fiestas
Arroyo del Ojanco celebra sus fiestas en honor a San Marcos, durante los días 22, 23, 24 y 25 de abril. Esta tradición, con más de un siglo de antigüedad, es reconocida a nivel nacional como una de las mejores dentro del mundo del festejo taurino popular, asistiendo al pueblo decenas de miles de personas de toda la geografía Española, y siendo las calles del pueblo recorridas por casi un centenar reses de máximo trapío y presentación de diferentes casas ganaderas españolas. Durante los días 23 y 24 se realizan grandes desencajonamientos de todas las reses, que son conducidas por la Plaza de San Marcos y las diferentes calles que conforman el recinto con la ayuda de sogas, portadas por las diferentes cuadrillas de sogueros. Durante el día 25, desde primera hora de la mañana, las reses vuelven a salir a las calles, y son engalanadas con collares de campanillas y cascabeles, aparejos, o frontiles, mediante el "cascado". Las reses son adquiridas por la Hermandad de San Marcos, comisión organizadora de las fiestas, y las diferentes Peñas y asociaciones locales, que son también las encargadas de dotar al recinto de un ambiente inigualable e impropio de un pueblo de este tamaño, que durante estos días se convierte en una de las capitales del toro bravo. También son imprescindibles en la fiesta los actos religiosos, como la procesión, la romería, que se celebra el primer Domingo de Abril, o los pasacalles amenizados por la banda de música y la charanga.
Otras celebraciones son la Semana Santa, las Jornadas de Cultura y Gastronomía Romana en verano, las fiestas patronales en honor a San Francisco de Asís, en el mes de octubre, en las que se celebran cultos religiosos al santo, verbenas, y actos culturales, como representaciones teatrales, festejos taurinos, etc. También en torno al 8 de diciembre se celebran las fiestas en honor a la patrona, la Inmaculada Concepción, en las que destaca la programación religiosa.

## Deporte
Hay bastante variedad en cuanto actividades deportivas. Destaca el equipo de fútbol local, el Arroyo C.F, el cual se mueve por las categorías regionales, y que juega sus partidos como local en el Campo Nuevo San Lázaro. También el pádel es un deporte importante en el pueblo.
Igualmente se celebran las 24 h de fútbol sala, partidos de voleibol, etc. Para los ciclistas y atletas existen bastantes rutas por caminos rurales; la más importante es la vía verde.

## Organización político-administrativa

### Elecciones municipales
| Elecciones municipales desde 1979                      |      |      |      |      |      |      |      |      |      |      |      |      |
|                                                        | 1979 | 1983 | 1987 | 1991 | 1995 | 1999 | 2003 | 2007 | 2011 | 2015 | 2019 | 2023 |
| PP                                                     | -    | -    | -    | -    | -    | -    | 1    | 1    | 1    | 1    | 4    | 6    |
| PSOE                                                   | -    | -    | -    | -    | -    | -    | 3    | 4    | 4    | 6    | 4    | 5    |
| AEAO                                                   | -    | -    | -    | -    | -    | -    | 7    | 6    | 6    | 4    | 3    | -    |
| En negrilla el partido más votado                      |      |      |      |      |      |      |      |      |      |      |      |      |
| Fuente: Datos de las elecciones municipales desde 1979 |      |      |      |      |      |      |      |      |      |      |      |      |

### Alcaldía
| Periodo   | Nombre                                             | Partido |
| --------- | -------------------------------------------------- | ------- |
| 1979-1983 | Pertenecía a Beas de Segura                        | N/D     |
| 1983-1987 | "                                                  | N/D     |
| 1987-1991 | "                                                  | N/D     |
| 1991-1995 | "                                                  | N/D     |
| 1995-1999 | "                                                  | N/D     |
| 1999-2003 | "                                                  | N/D     |
| 2003-2007 | Manuela Carrasco Rubio                             | AEAO    |
| 2007-2011 | Manuela Carrasco Rubio                             | AEAO    |
| 2011-2015 | Manuela Carrasco Rubio                             | AEAO    |
| 2015-2019 | María Luisa Gómez Bautista                         | PSOE    |
| 2019-2023 | José Berrio Ramírez 2021: Adolfina Millán Martínez | PP AEAO |
| 2023-act. | José Berrio Ramírez                                | PP      |

## Gastronomía
Entre los platos típicos de la gastronomía local destacan la gachamiga, los andrajos y los galianos.